# Santo D'Amico
Santo D'Amico (Siracusa, 11 dicembre 1927 – Roma, 25 ottobre 1995) è stato un fumettista italiano.

## Biografia
Dopo aver studiato all’istituto d’arte, intraprende gli studi di architettura. Le sue prime pubblicazioni compaiono su Il Giornalino, dove realizza impegnative riduzioni di storie avventurose in costume come “Sigfrido” (ripubblicato negli Albi del Giornalino nel 1955), “Capitani coraggiosi” e “Guglielmo Tell”.
In contemporanea alla sua attività per il Giornalino, collabora con il settimanale Il Vittorioso, illustrando serie come “Na'Giamba”, “Squadriglia Acrobatica”, “Jolly”, e “Speron d'oro” (1960), quest'ultimo in collaborazione con Roberto Diso. La collaborazione con Diso continuerà per diversi anni anche per il mercato francese con i così detti albi "petits formats " (o "bande dessinée de poche") dell’Éditions Aventures et Voyages, con Diso, creò infatti “Dan Panther” (1964-69), "Perceval" (1959-1960) e "Lancelot" (1961 – 1987) di cui D’amico firmerà la maggior parte delle copertine).
Nel medesimo formato tascabile degli albi francesi realizzerà, sempre con la collaborazione di Roberto Diso, la serie "Atoman contro Killer" (1965-1966) per la casa editrice romana N.I.E.
Collabora anche con le Edizioni Paoline, per le quali disegnerà opere molto belle, alcune delle quali, a fine anni '70, verranno racchiuse in tre volumi cartonati di grande formato per la collana Storia ed eroi per immagini: “Quando gli uomini vestivano di ferro”, “Pirati e gladiatori” e “Socrate, Dante e le epoche in cui vissero”.
Illustra anche 40 episodi dell'Uomo mascherato, personaggio creato da Lee Falk e Ray Moore. Ha trascorso gli ultimi anni della sua carriera di disegnatore lavorando per Il Giornalino.